# کارل ریتر فن گگا
کارل ریتر فن گگا (آلمانی: Carl Ritter von Ghega؛ ۱۰ ژانویهٔ ۱۸۰۲ – ۱۴ مارس ۱۸۶۰) مهندس اهل کشور ایتالیا با اصالت آلبانیایی بود.وی طراح خط آهن سمرینگ بود.